# Ensaios da Anitta
Os Ensaios da Anitta são uma série de shows ao vivo realizados pela cantora Anitta, destinados a celebrar o período de pré-carnaval no Brasil. Iniciados em janeiro de 2019, os Ensaios acontecem anualmente durante os meses de janeiro e fevereiro, percorrendo diversas cidades brasileiras, como Rio de Janeiro, São Paulo, Salvador e Belo Horizonte. Esses eventos foram idealizados por Anitta como uma forma de aquecer o público para o seu bloco de carnaval, o Bloco da Anitta, oferecendo uma combinação de música ao vivo, danças e performances temáticas.
Cada edição dos Ensaios possui uma temática própria que influência a produção visual, incluindo cenografia, figurinos e a estética geral do evento. O tema também costuma inspirar os trajes do público presente, que frequentemente comparece fantasiado. Um exemplo foi a edição de 2024, que trouxe o tema escolas de samba.
Os shows apresentam um repertório que mistura diversos gêneros musicais, incluindo funk, pop, samba, pagode e axé, refletindo a diversidade da música popular brasileira. Além das performances de Anitta, os Ensaios também incluem participações especiais de outros artistas populares no Brasil. Ao longo das edições, artistas como Pabllo Vittar, Leo Santana, Ferrugem, Jão, Psirico, entre outros, subiram ao palco, proporcionando ao público colaborações exclusivas e apresentações conjuntas.

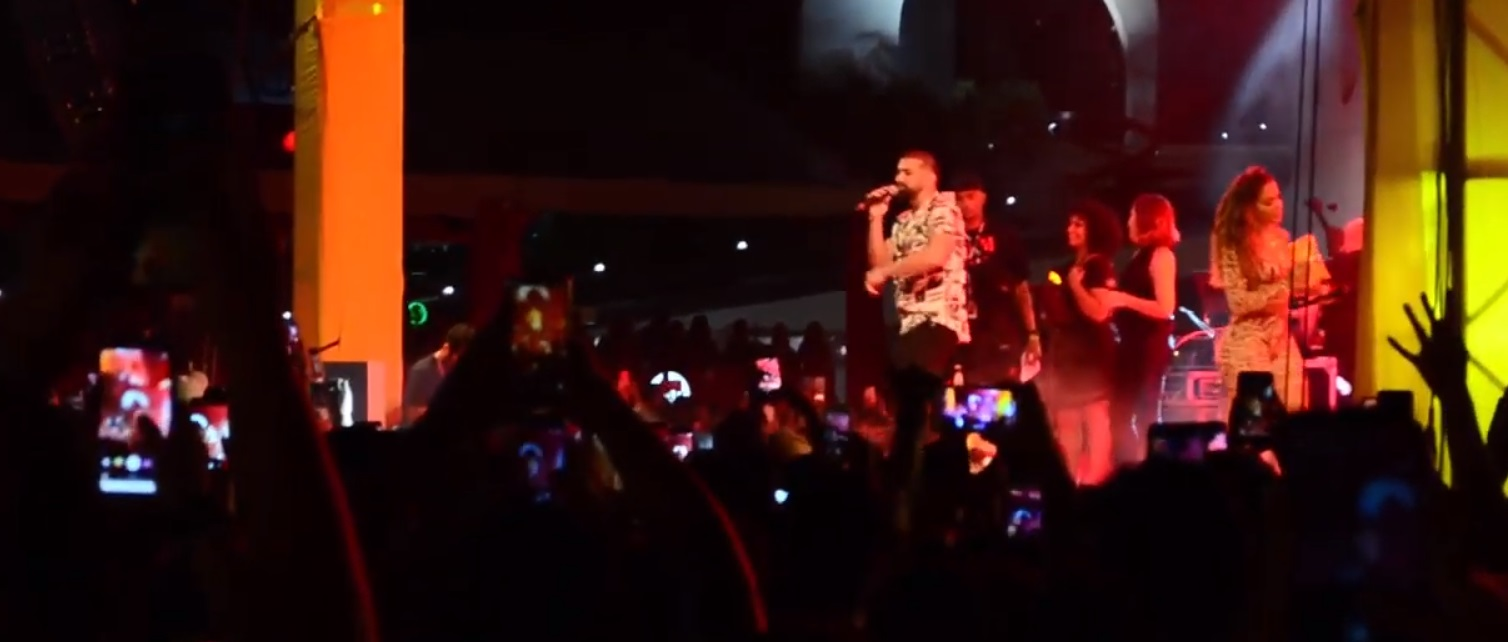
Ensaios da Anitta em 2020.

Os Ensaios da Anitta têm se destacado por sua grande produção e por serem realizados em grandes espaços ao ar livre, como o Arena de Pernambuco, em Recife, e o Memorial da América Latina, em São Paulo. O público dos eventos é diversificado, variando entre milhares de fãs de Anitta e outros frequentadores que buscam aproveitar o clima carnavalesco. Desde sua criação, o evento tem registrado esgotamento rápido dos ingressos, consolidando-se como uma das principais atrações do calendário de verão no Brasil.
O crescimento do projeto levou os Ensaios a expandir sua presença para diferentes regiões do Brasil, tornando-se um evento itinerante que atrai tanto turistas quanto moradores locais. Para  2025, Anitta escolheu o tema "Maratona da Anitta", inspirado nas Olimpíadas e modalidades esportivas. Após a abertura dos ensaios de 2025, Anitta compartilhou a informação que mais de 100 mil ingressos foram vendidos em um único dia, com as datas de São Paulo e Rio de Janeiro sendo esgotadas em menos de 40 minutos, sendo a razão para a abertura de novas datas.
A edição de 2025 contou com a arrecadação de mais de 120 toneladas de alimentos, não perecíveis, para comunidades indígenas. Durante uma entrevista, a cantora confirmou que o evento será realizado novamente em 2026.

## Internacionalização
Anitta anunciou planos de expandir seu evento pré-carnavalesco, os "Ensaios da Anitta", para o cenário internacional. A cantora revelou que Portugal pode ser um dos primeiros países a receber o projeto, destacando que, se houver uma recepção positiva ao seu show no Festival Sudoeste, isso poderia motivar a equipe a levar o evento para fora do Brasil. 

## Edições

### 2019

#### Data
| Tema                  | Tema                           | Tema                   | Tema                                             | Tema   |
| --------------------- | ------------------------------ | ---------------------- | ------------------------------------------------ | ------ |
| Mariah Carey          |                                |                        |                                                  |        |
| Data                  | Cidade / Estado                | Localização            | Convidados                                       | Ref.   |
| 20 de janeiro de 2019 | Rio de Janeiro, Rio de Janeiro | Jockey Club Brasileiro | - Atitude 67 - Melim - Tchakabum - Nego do Borel | [ 33 ] |

### 2020

#### Datas
| Tema                    | Tema                           | Tema                       | Tema                                                                          | Tema   |
| ----------------------- | ------------------------------ | -------------------------- | ----------------------------------------------------------------------------- | ------ |
| Reino Animal            |                                |                            |                                                                               |        |
| Data                    | Cidade / Estado                | Localização                | Convidados                                                                    | Ref.   |
| 12 de Janeiro de 2020   | Rio de Janeiro, Rio de Janeiro | Jockey Club Brasileiro     | - MC Rebecca - Jorge Vercilo - DJ Zulu - Papatinho - Gaab                     | [ 34 ] |
| 25 de Janeiro de 2020   | São Paulo, São Paulo           | Memorial da América Latina | - Gustavo Mioto - Leo Santana - Dilsinho - Mila - DJ Zulu - DJ Luisa Viscardi | [ 35 ] |
| 26 de Janeiro de 2020   | Rio de Janeiro, Rio de Janeiro | Jockey Club Brasileiro     | - MC Rebecca - Jorge Vercilo - DJ Zulu - Papatinho - Gaab                     | [ 36 ] |
| 19 de fevereiro de 2020 | Salvador, Bahia                | Circuito Barra-Ondina      | - Harmonia do Samba - Leo Santana                                             | [ 37 ] |
| 26 de fevereiro de 2020 | Rio de Janeiro, Rio de Janeiro | Lagoon                     | - Psirico - Péricles                                                          | [ 38 ] |

### 2021

#### 1 Data
| Tema                    | Tema                           | Tema        | Tema            | Tema   |
| ----------------------- | ------------------------------ | ----------- | --------------- | ------ |
| Zodíaco                 |                                |             |                 |        |
| Data                    | Cidade / Estado                | Localização | Convidados      | Ref.   |
| 13 de fevereiro de 2021 | Angra dos Reis, Rio de Janeiro | Live        | - Márcio Victor | [ 39 ] |

### 2022

#### Datas
| Tema                    | Tema                           | Tema                       | Tema | Tema   |
| ----------------------- | ------------------------------ | -------------------------- | --- | ------ |
| Gamer                   |                                |                            | |        |
| Data                    | Cidade / Estado                | Localização                | Convidados | Ref.   |
| 23 de Janeiro de 2022   | Rio de Janeiro, Rio de Janeiro | Parque Olímpico            | - Xand Avião - Dilsinho - L7NNON - Tchakabum                                                                   | [ 40 ] |
| 29 de Janeiro de 2022   | Guarapari, Espírito Santo      | Cafe de la Musique         | - Pocah - Mc Danny                                                                                             | [ 41 ] |
| 12 de Fevereiro de 2022 | São Paulo, São Paulo           | Memorial da América Latina | - Psirico - Atitude 67 - Pabllo Vittar - MC Danny - Matheus Fernandes - Lexa                                   | [ 42 ] |
| 13 de Fevereiro de 2022 | Rio de Janeiro, Rio de Janeiro | Parque Olímpico            | - Psirico - Pedro Sampaio - Gloria Groove - Menos é Mais - Rennan da Penha - WC no BEAT - Felipe Mar - Jordana | [ 43 ] |

### 2023

#### Datas
| Tema | Tema                           | Tema                                  | Tema | Tema   |
| --- | ------------------------------ | ------------------------------------- | --- | ------ |
| Guerreiras |                                |                                       | |        |
| Data | Cidade / Estado                | Localização                           | Convidados                                                                                              | Ref.   |
| 7 de janeiro de 2023 | Salvador, Bahia                | Centro de Convenções da Bahia         | - Psirico - Xanddy - Timbalada                                                                          | [ 44 ] |
| 8 de janeiro de 2023 | Rio de Janeiro, Rio de Janeiro | Riocentro                             | - Maiara & Maraisa - Kevin o Chris - Lexa - Filipe Ret - Matheus Fernandes - Hitmaker - Pocah - Rebecca | [ 45 ] |
| 14 de janeiro de 2023 | Florianópolis, Santa Catarina  | P12                                   | - WC no Beat - Zaac                                                                                     | [ 46 ] |
| 15 de janeiro de 2023 | São Paulo, São Paulo           | Memorial da América Latina            | - Gloria Groove - Valesca Popozuda - Xand Avião - Luedji Luna - Filipe Ret - Mc Lan - Mc Danny - Zaac   | [ 47 ] |
| 21 de janeiro de 2023 | Brasília, Distrito Federal     | Na Praia Parque                       | - Mc Danny - Melim - DJ Guuga - Natiruts                                                                | [ 48 ] |
| 28 de janeiro de 2023 | Recife, Pernambuco             | Estacionamento da Arena de Pernambuco | - Juliette - Luísa Sonza - Nattan - Priscila Senna                                                      | [ 49 ] |
| 29 de janeiro de 2023 | Rio de Janeiro, Rio de Janeiro | Riocentro                             | - Dilsinho - Ferrugem - Silva - MC Cabelinho - MC Ryan SP - Banda Eva                                   | [ 50 ] |
| 11 de fevereiro de 2023 | São Paulo, São Paulo           | Memorial da América Latina            | - Pabllo Vittar - Jão - Mari Fernandez                                                                  | [ 51 ] |
| 12 de fevereiro de 2023 | Curitiba, Paraná               | White Hall - Arena Jockey Eventos     | - Di Propósito - Zaac - WC no Beat                                                                      | [ 52 ] |
| Repertório 2023 1. "Simply the Best" 2. "I'd Rather Have Sex" 3. "Practice" 4. "Envolver" 5. '"Downtown" 6. "Maria Elegante" 7. "Me Gusta" 8. "Lobby" 9. "Faking Love" 10. "Some que Ele Vem Atrás" 11. "Loka" 12. "Você Partiu Meu Coração" 13. '"Essa Mina É Louca" 14. "Contatinho" 15. "Ai Papai" 16. "Ela Não Vale Nada" 17. "Mel" 18. "Meiga e Abusada" 19. "Zen" 20. "Cobertor" 21. "Bang" 22. "Desce pro Play (Pa, Pa, Pa)" 23. "Tá com o Papato" 24. "Tudo Nosso" 25. "Macetar" 26. "Gata" 27. "Bola Rebola" 28. "Vai Malandra" 29. "Zen" 30. "Movimento da Sanfoninha" 31. "Rave de Favela" 32. "We Are the World of Carnaval" 33. "Avisa Lá" 34. "Combatchy" 35. "Modo Turbo" 36. "Onda Diferente" 37. "Favela Chegou" 38. "No Chão Novinha" 39. "Que Rabão" 40. "Show das Poderosas" 41. "Boys Don't Cry" 42. "Ai Papai" |                                |                                       | |        |

### 2024

#### Datas
| Tema | Tema                           | Tema                           | Tema                                                        | Tema   |
| --- | ------------------------------ | ------------------------------ | ----------------------------------------------------------- | ------ |
| Escolas de Samba |                                |                                |                                                             |        |
| Data | Cidade / Estado                | Localização                    | Convidados                                                  | Ref.   |
| 6 de janeiro de 2024 | Salvador, Bahia                | Centro de Convenções da Bahia  | - Ivete Sangalo - Dilsinho - Solange Almeida                | [ 53 ] |
| 7 de janeiro de 2024 | Florianópolis, Santa Catarina  | Arena Opus                     | - Thiago Pantaleão - Marina Sena - Rogerinho                | [ 54 ] |
| 13 de janeiro de 2024 | Brasília, Distrito Federal     | Na Praia Parque                | - Pabllo Vittar - MC Daniel                                 | [ 55 ] |
| 14 de janeiro de 2024 | Fortaleza, Ceará               | Marina Park                    | - Duda Beat - Felipe Amorim - Matuê                         | [ 56 ] |
| 20 de janeiro de 2024 | Recife, Pernambuco             | Centro de Convenções           | - Marina Sena - Zé Vaqueiro - Raphaela Santos               | [ 57 ] |
| 21 de janeiro de 2024 | Rio de Janeiro, Rio de Janeiro | Jockey Club Brasileiro         | - Pedro Sampaio - Lexa - L7nnon                             | [ 58 ] |
| 25 de janeiro de 2024 | São Paulo, São Paulo           | Memorial da América Latina     | - Claudia Leitte - Luísa Sonza - Teto - WIU - Manu Bahtidão | [ 59 ] |
| 27 de janeiro de 2024 | Belo Horizonte, Minas Gerais   | Estacionamento do Mineirão     | - Menos é Mais - Djonga - Lauana Prado - DJ Lucas Beat      | [ 60 ] |
| 28 de janeiro de 2024 | Vitória, Espírito Santo        | Clube Álvares Cabral           | - Pocah - Orochi - Luan Pereira                             | [ 61 ] |
| 3 de fevereiro de 2024 | Curitiba, Paraná               | Estádio Durival Britto e Silva | - Ana Castela - Atitude 67 - Kevinho                        | [ 62 ] |
| 4 de fevereiro de 2024 | São Paulo, São Paulo           | Memorial da América Latina     | - Xand Avião - Veigh - João Gomes - Dennis DJ               | [ 63 ] |
| Repertório 2024 1. "Combatchy" 2. "Modo Turbo" 3. "Avisa Lá" 4. "Envolver" 5. "Bellakeo" 6. "Terremoto" 7. "Some que Ele Vem Atrás" 8. '"Loka" 9. "Você Partiu Meu Coração" 10. "Essa Mina É Louca" 11. "Romance com Safadeza" 12. "Ela Não Vale Nada" 13. "Ai Papai" 14. "Contatinho" 15. "Cobertor" 16. "Meiga e Abusada" 17. "Zen" 18. "Pilantra" 19. "Bang" 20. "Desce pro Play (Pa, Pa, Pa)" 21. "Até o Céu" 22. "Vai Vendo" 23. "Lovezinho" 24. "Nu" 25. "Mil Veces (remix)" 26. "Menina Má" 27. "Me Gusta" 28. "Sua Cara" 29. "Sin Miedo" 30. "Joga pra Lua" 31. "Tá com o Papato" 32. "Tudo Nosso" 33. "Movimento da Sanfoninha" 34. "Bola Rebola" 35. "Vai Malandra" 36. "Onda Diferente" 37. "Favela Chegou" 38. "Rave de Favela" 39. "No Chão Novinha" 40. "Não Para" 41. "Show das Poderosas" 42. "Boys Don't Cry" |                                |                                |                                                             |        |

### 2025

#### Datas
| Tema | Tema                           | Tema                              | Álbum associado                                    | Álbum associado   | Álbum associado   | Álbum associado   |
| --- | ------------------------------ | --------------------------------- | -------------------------------------------------- | ----------------- | ----------------- | ----------------- |
| Maratona de Jogação | Maratona de Jogação            | Maratona de Jogação               | Ensaios da Anitta                                  | Ensaios da Anitta | Ensaios da Anitta | Ensaios da Anitta |
| Data | Cidade / Estado                | Localização                       | Convidado(s)                                       | Público           | Receita           | Ref.              |
| 11 de janeiro de 2025 | São Luís, Maranhão             | Área Externa do São Luís Shopping | - Viviane Batidão - J. Eskine                      | 16.000            | —                 | [ 64 ]            |
| 12 de janeiro de 2025 | Fortaleza, Ceará               | Marina Park                       | - MC Danny - WIU - Simone Mendes                   | 25.000            | —                 | [ 65 ]            |
| 18 de janeiro de 2025 | Salvador, Bahia                | Centro de Convenções              | - Zé Vaqueiro - J. Eskine - Rogerinho              | 15.000            | —                 | [ 66 ]            |
| 19 de janeiro de 2025 | Brasília, Distrito Federal     | Na Praia Parque                   | - Xand Avião - Felipe Amorim                       | 15.000            | —                 | [ 67 ]            |
| 25 de janeiro de 2025 | Recife, Pernambuco             | Área Externa do Cecon             | - MC Daniel - Priscila Senna - Rogerinho           | 25.000            | —                 | [ 68 ] [ 69 ]     |
| 26 de janeiro de 2025 | Ribeirão Preto, São Paulo      | Estádio do Comercial              | - Lauana Prado - Pabllo Vittar - Matheus Fernandes | 12.000            | —                 | [ 70 ]            |
| 1 de fevereiro de 2025 | Belo Horizonte, Minas Gerais   | Esplanada do Mineirão             | - Rogério Flausino - Henry Freitas                 | 18.000            | —                 | [ 71 ]            |
| 2 de fevereiro de 2025 | Campinas, São Paulo            | Red Eventos                       | - Felipe Amorim - Thiaguinho - Jonas Esticado      | 10.000            | —                 | [ 72 ]            |
| 8 de fevereiro de 2025 | Rio de Janeiro, Rio de Janeiro | Marina da Glória                  | - MC Cabelinho - Grelo - Mari Fernandez            | 20.000            | —                 | [ 73 ]            |
| 9 de fevereiro de 2025 | Rio de Janeiro, Rio de Janeiro | Marina da Glória                  | - Nattan - Dennis - Dilsinho                       | 20.000            | —                 | [ 74 ]            |
| 15 de fevereiro de 2025 | Curitiba, Paraná               | Pedreira Paulo Leminski           | - Xamã - Mari Fernandez                            | 25.000            | —                 | [ 75 ]            |
| 16 de fevereiro de 2025 | Florianópolis, Santa Catarina  | Arena Floripa                     | - Luan Pereira - Orochi                            | 20.000            | —                 | [ 76 ]            |
| 22 de fevereiro de 2025 | São Paulo, São Paulo           | Parque Villa-Lobos                | - Xand Avião - Jão - Veigh - MC Danny              | 25.000            | —                 | [ 77 ]            |
| 23 de fevereiro de 2025 | São Paulo, São Paulo           | Parque Villa-Lobos                | - Ana Castela - Nattan - Gloria Groove - Livinho   | 25.000            | —                 | [ 78 ]            |
| Repertório 2025 1. "Avisa Lá" 2. "Combatchy" 3. "Lugar Perfeito" 4. "Sei Que Tu Me Odeia" 5. "Puta Cara" 6. "Sabana" 7. "Lose Ya Breath" 8. "Double Team" 9. "Fria" 10. "Ai Papai" 11. "Savage Funk" 12. "Zen" 13. "Meiga e Abusada" 14. "Saudade" 15. "Funk Rave" 16. "Monstrão" 17. "Pilantra" 18. "Paradinha" 19. "Cria de Favela" 20. "Envolver" 21. "Bellakeo" 22. "Mil Veces" 23. "Modo Turbo" 24. "Boys Don't Cry" 25. "São Paulo" 26. "Vai Vendo" 27. "Bang!" 28. "Joga pra Lua" 29. "No Chão Novinha" 30. "Me Gusta" 31. "Sim ou Não" 32. "Chata pra Caralho" 33. "Eu Vou Ficar" 34. "Capa de Revista" 35. "Bola Rebola" 36. "Sin Miedo" 37. "Meme" 38. "Contatinho" 39. "Desce pro Play (Pa, Pa, Pa)" 40. "Que Rabão" 41. "Menina Má" 42. "Você Partiu Meu Coração" 43. "Deixa Ele Sofrer" 44. "Show das Poderosas" |                                |                                   |                                                    |                   |                   |                   |